# Oxyopes longispinosus
Oxyopes longispinosus är en spindelart som beskrevs av Lawrence 1938. Oxyopes longispinosus ingår i släktet Oxyopes och familjen lospindlar. Inga underarter finns listade i Catalogue of Life.